# ワイルドトリッパー!!
『ワイルドトリッパー!!』は、ストームレーベルズ制作・Amazon Prime Videoで2025年4月10日から放送される、SixTONES 髙地優吾とTEAM NACS 戸次重幸が初タッグでおくるリアルドキュメント旅番組。

## 解説
北海道を根室、釧路、十勝、上川、空知/石狩の５つのエリアに分け、ミッションビンゴを作成。 戸次重幸（TEAM NACS）が用意した過酷なミッションをクリアするために髙地優吾（SixTONES）とジュニアの後輩たちと旅にでかける。

## 出演者
- 戸次重幸（TEAM NACS）、WILD PLANNERとして過酷なミッションビンゴを作成。旅を見守る。
- 髙地優吾（SixTONES）
- 菅田琳寧（B&ZAI）
- 元木湧（少年忍者）
- 松尾龍（SpeciaL）
- 大西風雅
- 真弓孟之（AmBitious）
- 千井野空翔
- 竹村実悟

## 放送リスト
| 回 | 配信日        | テーマ                             | 出演                                                         | スタジオ出演                                                  |
| -- | ------------- | ---------------------------------- | ------------------------------------------------------------ | ------------------------------------------------------------- |
| 1  | 2025年4月10日 | ミッションビンゴ in根室 Part1      | 髙地優吾（SixTONES） 菅田琳寧（B&ZAI） 千井野空翔            | 戸次重幸（TEAM NACS） 元木湧（少年忍者）                      |
| 2  | 2025年4月17日 | ミッションビンゴ in根室 Part2      | 髙地優吾（SixTONES） 菅田琳寧（B&ZAI） 千井野空翔            | 戸次重幸（TEAM NACS） 元木湧（少年忍者）                      |
| 3  | 2025年5月01日 | ミッションビンゴ in根室 Part3      | 髙地優吾（SixTONES） 菅田琳寧（B&ZAI） 千井野空翔            | 戸次重幸（TEAM NACS） 元木湧（少年忍者）                      |
| 3  | 2025年5月01日 | ミッションビンゴ in釧路 Part1      | 髙地優吾（SixTONES） 元木湧（少年忍者） 松尾龍（SpeciaL）    | 戸次重幸（TEAM NACS） 菅田琳寧（B&ZAI） 真弓孟之（AmBitious） |
| 4  | 2025年5月15日 | ミッションビンゴ in釧路 Part2      | 髙地優吾（SixTONES） 元木湧（少年忍者） 松尾龍（SpeciaL）    | 戸次重幸（TEAM NACS） 菅田琳寧（B&ZAI） 真弓孟之（AmBitious） |
| 5  | 2025年5月29日 | ミッションビンゴ in釧路 Part3      | 髙地優吾（SixTONES） 元木湧（少年忍者） 松尾龍（SpeciaL）    | 戸次重幸（TEAM NACS） 菅田琳寧（B&ZAI） 真弓孟之（AmBitious） |
| 6  | 2025年6月12日 | ミッションビンゴ in十勝 Part1      | 髙地優吾（SixTONES） 菅田琳寧（B&ZAI） 真弓孟之（AmBitious） | 戸次重幸（TEAM NACS） 大西風雅 竹村実悟                       |
| 7  | 2025年6月26日 | ミッションビンゴ in十勝 Part2      | 髙地優吾（SixTONES） 菅田琳寧（B&ZAI） 真弓孟之（AmBitious） | 戸次重幸（TEAM NACS） 大西風雅 竹村実悟                       |
| 7  | 2025年6月26日 | ミッションビンゴ in上川 Part1      | 髙地優吾（SixTONES） 大西風雅 竹村実悟                       | 戸次重幸（TEAM NACS） 菅田琳寧（B&ZAI） 真弓孟之（AmBitious） |
| 8  | 2025年7月10日 | ミッションビンゴ in上川 Part2      | 髙地優吾（SixTONES） 大西風雅 竹村実悟                       | 戸次重幸（TEAM NACS） 菅田琳寧（B&ZAI） 真弓孟之（AmBitious） |
| 9  | 2025年7月24日 | ミッションビンゴ in上川 Part3      | 髙地優吾（SixTONES） 大西風雅 竹村実悟                       | 戸次重幸（TEAM NACS） 菅田琳寧（B&ZAI） 真弓孟之（AmBitious） |
| 9  | 2025年7月24日 | ミッションビンゴ in空知/石狩 Part1 | 髙地優吾（SixTONES） 戸次重幸（TEAM NACS）                   |                                                               |
| 10 | 2025年8月07日 | ミッションビンゴ in空知/石狩 Part1 | 髙地優吾（SixTONES） 戸次重幸（TEAM NACS）                   |                                                               |

## スタッフ
- 演出：加用裕紀
- チーフプロデューサー：島本講太
- プロデューサー：永田香里
- 構成：関野樹
- ＣＡＭ：三好陽人
- 音声：瀬戸秀文
- 編集：新部裕司
- ＭＡ：横田良孝
- 音効：星裕介
- ＡＤ：黒木麻裕美
- ＡＰ：山下実里、佐藤穂乃花
- 制作協力：TAMASTAGE